# Franz Xaver Link
Franz Xaver Link (* 14. September 1889 in Mannheim; † 16. Februar 1968 in Weinheim) war ein deutscher Politiker.
Link war als Ingenieur tätig. Nach dem Zweiten Weltkrieg trat er der Demokratischen Volkspartei (DVP) bei, die 1948 in der Freien Demokratische Partei (FDP) aufging. Link gehörte 1946 der von der amerikanischen Militärregierung ernannten Vorläufigen Volksvertretung von Württemberg-Baden an.